# Міхалкі (Нідзицький повіт)
Міхалкі (пол. Michałki, нім. Michalken; 1938-45: Michelsau) — село в Польщі, у гміні Козлово Нідзицького повіту Вармінсько-Мазурського воєводства.
Населення — 63 особи (2011).
У 1975-1998 роках село належало до Ольштинського воєводства.

## Демографія
Демографічна структура станом на 31 березня 2011 року:
|          | Загалом | Допрацездатний вік | Працездатний вік | Постпрацездатний вік |
| -------- | ------- | ------------------ | ---------------- | -------------------- |
| Чоловіки | 31      | 7                  | 20               | 4                    |
| Жінки    | 32      | 8                  | 17               | 7                    |
| Разом    | 63      | 15                 | 37               | 11                   |